# 1er arrondissement de Budapest
Le 1er arrondissement de Budapest (en hongrois : Budapest I.kerülete) ou Várkerület ([ˈvaːɾkɛɾylɛt], en allemand : Schloss-Bezirk, « arrondissement du château ») est un arrondissement de Budapest. Il est situé au centre de Budapest, sur la rive occidentale du Danube. Il est bordé au nord par le 2e arrondissement, à l'ouest par le 12e, au sud par le 11e et à l'est, de l'autre côté du Danube, par le 5e.

## Histoire
L'arrondissement est créé en 1873, lors de l'unification des villes de Buda, Óbuda et Pest pour former la ville de Budapest. Il correspond alors au centre de Buda.

## Organisation administrative

### Quartiers
| Quartiers | Quartiers                                        | Création | Population en 2001 (hab.) | Superficie (ha) | Densité hab/km2 | Localisation    |
| --------- | ------------------------------------------------ | -------- | ------------------------- | --------------- | --------------- | --------------- |
| 1         | Gellérthegy, à cheval sur les 1er et 11e arr.    |          | 7 197                     | 1,286 km2       | 5 596 hab./km2  | \| 1 2 3 4 5 \| |
| 2         | Krisztinaváros, à cheval sur les 1er et 12e arr. |          | 23 689                    |                 |                 | \| 1 2 3 4 5 \| |
| 3         | Tabán, à cheval sur les 1er et 11e arr.          |          | 753                       |                 |                 | \| 1 2 3 4 5 \| |
| 4         | Vár                                              |          | 2 518                     |                 |                 | \| 1 2 3 4 5 \| |
| 5         | Víziváros, à cheval sur les 1er et 2e arr.       |          | 16 982                    |                 |                 | \| 1 2 3 4 5 \| |
| 1 2 3 4 5 |                                                  |          |                           |                 |                 |                 |

### Municipalité
L'arrondissement est administrée par un conseil d'arrondissement de droite depuis la chute du communisme. Il est à ce titre un bastion conservateur dans la capitale. Gábor Nagy Tamás a été réélu maire d'arrondissement en 2010 avec 61,38 % des voix.
| Suffrages exprimés                 | Suffrages exprimés      | Suffrages exprimés | 11 335    |             | 14 sièges à pourvoir | 14 sièges à pourvoir |
|                                    |                         |                    |           |             |                      |                      |
| Liste                              | Tête de liste           | Partis soutiens    | Suffrages | Pourcentage | Sièges acquis        | Var.                 |
| Un vrai maire pour Budapest !      | Gábor Nagy Tamás        | Fidesz, KDNP       | 6 957     | 61,38 %     | 10 / 14              |                      |
| J'ai une bonne nouvelle Budapest ! | Klára Dávid             | MSzP               | 2 147     | 18,94 %     | 2 / 14               |                      |
| Une nouvelle page pour Budapest !  | Márta Váradiné Naszályi | LMP                | 1 289     | 11,37 %     | 1 / 14               |                      |
| Budapest, la capitale des Hongrois | Balázs Miseje           | Jobbik             | 942       | 8,31 %      | 1 / 14               |                      |

## Patrimoine urbain

### Tissu urbain

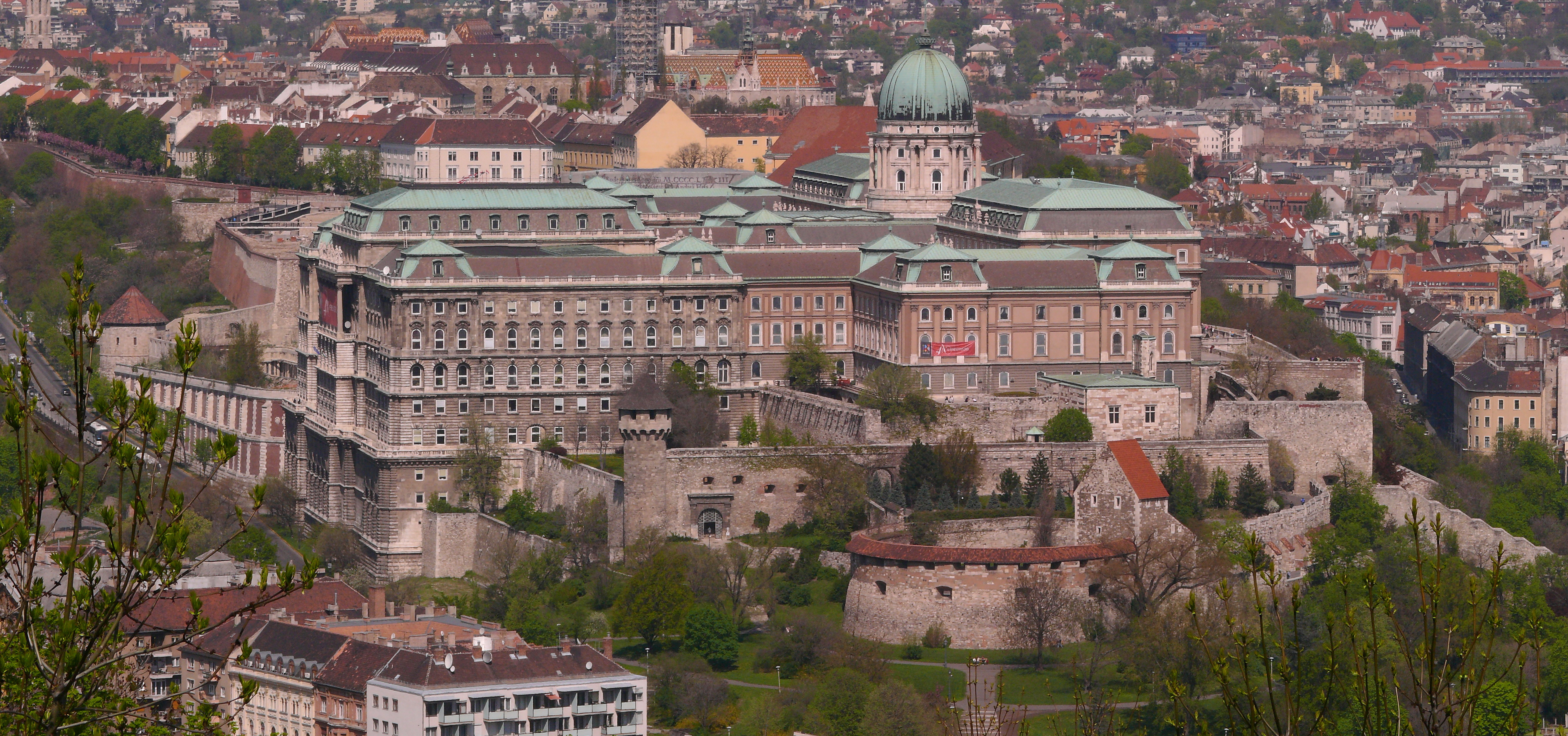
Vue du Château de Buda prise depuis le Gellért-hegy.

Le quartier Vár (quartier du Château de Buda) est l'un des sites les plus visités de la ville, notamment en raison de son patrimoine globalement bien sauvegardé. Le secteur est équipé d'un péage urbain qui permet d'y limiter la circulation. Sa trame viaire est caractérisée par d'étroites ruelles bordées de vieilles maisons colorées bourgeoises d'époque médiévale. Quartier d'habitation et haut lieu touristique de Budapest, on y trouve quelques commerces folkloriques ainsi que quelques galeries d'art. C'est dans ce quartier que se situent le Bastion des pêcheurs, le château de Buda, l'Église Matthias de Budapest, le Collegium Budapest dans l'ancien hôtel de ville de Buda, la Bibliothèque nationale de Hongrie, les Archives nationales ainsi que le palais du président de la République de Hongrie. Le Budavári Sikló permet de faire la liaison entre le quartier et les bords du Danube.
Situés à cheval sur le 1er et le 11e arrondissement de Budapest, les quartiers de Gellérthegy et de Tabán offrent une transition douce entre la colline du château et la colline de Gellért-hegy. Ce sont des quartiers réputés pour leurs espaces verts de qualité. On y trouve notamment les bains Rudas et les bains Rác.
Au pied du quartier du château, le quartier de Víziváros s'étend le long du Danube. Réputé pour ses rues tortueuses et ses nombreux escaliers, on y trouve notamment les Grandes halles de Batthyány tér et l'Église paroissiale Sainte-Anne de Felsővíziváros sur Batthyány tér ainsi que l'Institut français de Budapest en bord du Danube. De l'autre côté de la colline, Krisztinaváros se déploie entre Pasarét et Tabán. On y trouve d'une part la Gare de Budapest-Déli et d'autre part le parc de Városmajor d'où part le Fogaskerekű pour le Széchenyi-hegy.

## Relations internationales

### Jumelages
L'arrondissement est jumelé avec les villes suivantes :
- Bratislava  (Vieille-ville)
- Capestrano
- Carouge
- Lendava
- Marlow
- Odorheiu Secuiesc
- Prague (1er arrondissement)
- Ratisbonne
- Senta
- Vienne (1er arrondissement)